# Ekstraliga czeska w rugby (2001/2002)
Ekstraliga czeska w rugby (2001/2002) – dziesiąta edycja najwyższej klasy rozgrywkowej w rugby union w Czechach. Zawody odbywały się od jesieni 2001 do 16 czerwca 2002. Tytułu broniła drużyna RC Říčany.
Swój pierwszy tytuł mistrza Czech zdobyła, mająca na koncie czternastokrotne mistrzostwo Czechosłowacji, drużyna TJ Praga pokonując w dwóch meczach finałowych również stołeczny klub RC Tatra Smíchov. Do I ligi spadł natomiast zespół RC Havířov przegrywając w barażach o utrzymanie ze Slavią Praga.

## System rozgrywek
Rozgrywki ligowe prowadzone były w pierwszej fazie systemem kołowym według modelu dwurundowego w okresie jesień-wiosna. Druga faza rozgrywek obejmowała mecze systemem pucharowym dla czołowych czterech drużyn (play-off do dwóch zwycięstw), natomiast zespoły z dolnej połowy tabeli rozegrały spotkania o utrzymanie w najwyższej klasie rozgrywkowej.
Zwycięzcy półfinałów play-off zmierzyli się w meczach o mistrzostwo kraju, przegrani zaś w meczu o brązowy medal. Najsłabsza drużyna grupy spadkowej rozegrała zaś dwumeczowy baraż ze zwycięzcą I ligi.

## Play-off
|  | Półfinały | Półfinały         | Półfinały |  |  | Finał             | Finał             | Finał             |
|  |           |                   |           |  |  |                   |                   |                   |
|  | 1         | TJ Praga          | 25 46     |  |  |                   |                   |                   |
|  | 4         | RealSpektrum Brno | 11 26     |  |  |                   |                   |                   |
|  |           |                   |           |  |  |                   | TJ Praga          | 20 53             |
|  |           |                   |           |  |  |                   | RC Tatra Smíchov  | 18 30             |
|  | 2         | RC Tatra Smíchov  | 29 68     |  |  |                   |                   |                   |
|  | 3         | RC Sparta Praga   | 0 19      |  |  | Mecz o 3. miejsce | Mecz o 3. miejsce | Mecz o 3. miejsce |
|  |           |                   |           |  |  |                   |                   |                   |
|  |           |                   |           |  |  |                   | RC Sparta Praga   | 46 19 0 21        |
|  |           |                   |           |  |  |                   | RealSpektrum Brno | 10 13 15 18       |

## Baraże
|  | Baraże          |       |
|  |                 |       |
|  | RC Slavia Praga | 23 15 |
|  | RC Havířov      | 15 16 |